# Säg att du älskar mig
Säg att du älskar mig är en svensk dramafilm från 2006 i regi av Daniel Fridell. 

## Handling
Filmen handlar om en femtonårig tjej som heter Fatou. Fatou är sexuellt intresserad vilket dock tolkas som ”slampig” av många på hennes skola. En dag bestämmer Fatou och hennes vän att de ska träffa tre killar från hennes skola. Träffen går inte som planerat och Fatou blir utsatt för grov våldtäkt av sina skolkamrater. Fatou försöker dölja händelsen men senare kommer sanningen fram om vad som verkligen har hänt.

## Om filmen
Filmen hade premiär den 18 augusti 2006 i Piteå, med premiär den 25 augusti i övriga Sverige. Den har visats på Filmfestivalen i Cannes.
Haddy Jallow fick en Guldbagge för bästa kvinnliga huvudroll. Erik Engström, som spelar Ville i filmen, dog i en bilolycka innan filmen hade premiär.
Säg att du älskar mig har visats i SVT, bland annat 2010 och 2012.

## Rollista (i urval)
- Haddy Jallow – Fatou
- Diza Dahlström Franzén – Kim
- Sophie Andrén – Sanna
- Renaida Braun – Keisha
- Celestin Gichana Davidsson – Binta
- Erik Engström – Ville
- Adjovi Folly – Awa
- Paulina Michael – Betty
- Stefan Mounkassa – Lamin
- Ndey Njie – Persia